# بيت الخردل (جحانة)

تعديل مصدري - تعديل

بيت الخردل هي إحدى قرى عزلة اليمانية السفلى بمديرية جحانة التابعة لمحافظة صنعاء، بلغ تعداد سكانها 991 نسمة حسب تعداد اليمن لعام 2004.